# 1. česká národní hokejová liga 1980/1981
1. česká národní hokejová liga 1980/1981 byla 12. ročníkem jedné ze skupin československé druhé nejvyšší hokejové soutěže.

## Systém soutěže
Soutěže se účastnilo 24 týmů rozdělených do 2 skupin po 12 týmech. Rozdělení bylo provedeno na základě polohy klubu. V každé skupině se utkalo všech 12 týmů dvoukolově každý s každým (celkem 22 kol). Poté z obou skupin postoupilo nejlepších 5 týmů do finálové skupiny. Ve finálové skupině se 10 týmů utkalo dvoukolově každý s každým (18 kol), přičemž se započítávaly výsledky dosažené v základních skupinách (celkem 40 kol). Vítěz finálové skupiny postoupil do kvalifikace o nejvyšší soutěž, ve které se utkal s vítězem 1. SNHL v sérii na tři vítězné zápasy. Vítěz této série postoupil do dalšího ročníku nejvyšší soutěže.
Týmy na 6. až 12. místě se v rámci původní skupiny utkaly dvoukolově o udržení systémem každý s každým a započítávaly se výsledky dosažené v základní části. Týmy na posledních dvou místech každé skupiny sestoupily do krajského přeboru.

## Základní část

### Skupina A
| Poř. | Tým                         | Z  | V  | R | P  | VG  | OG  | B  |
| ---- | --------------------------- | -- | -- | - | -- | --- | --- | -- |
| 1.   | TJ Slovan NV Ústí nad Labem | 22 | 14 | 3 | 5  | 99  | 57  | 31 |
| 2.   | TJ Šumavan Vimperk          | 22 | 12 | 6 | 4  | 93  | 73  | 30 |
| 3.   | ASD Dukla Jihlava B         | 22 | 12 | 2 | 8  | 80  | 68  | 26 |
| 4.   | TJ ZVVZ Milevsko            | 22 | 11 | 3 | 8  | 105 | 78  | 25 |
| 5.   | TJ Stadion PS Liberec       | 22 | 11 | 3 | 8  | 96  | 78  | 25 |
| 6.   | TJ Slavia IPS Praha         | 22 | 9  | 5 | 8  | 89  | 86  | 23 |
| 7.   | TJ VTŽ Chomutov             | 22 | 9  | 4 | 9  | 71  | 95  | 22 |
| 8.   | TJ Baník Sokolov            | 22 | 9  | 3 | 10 | 75  | 78  | 21 |
| 9.   | TJ DP I. ČLTK Praha         | 22 | 9  | 2 | 11 | 80  | 80  | 20 |
| 10.  | VTJ Příbram                 | 22 | 7  | 3 | 12 | 89  | 102 | 17 |
| 11.  | TJ Jitex Písek              | 22 | 6  | 4 | 12 | 60  | 95  | 16 |
| 12.  | VTJ Litoměřice              | 22 | 4  | 0 | 18 | 59  | 106 | 8  |

### Skupina B
| Poř. | Tým                           | Z  | V  | R | P  | VG  | OG  | B  |
| ---- | ----------------------------- | -- | -- | - | -- | --- | --- | -- |
| 1.   | TJ Zetor Brno                 | 22 | 15 | 3 | 4  | 132 | 56  | 33 |
| 2.   | TJ DS Olomouc                 | 22 | 14 | 1 | 7  | 102 | 68  | 29 |
| 3.   | TJ Ingstav Brno               | 22 | 12 | 5 | 5  | 91  | 62  | 29 |
| 4.   | TJ Kolín                      | 22 | 12 | 2 | 8  | 81  | 69  | 26 |
| 5.   | TJ Slezan STS Opava           | 22 | 12 | 2 | 8  | 79  | 70  | 26 |
| 6.   | TJ Žďas Žďár nad Sázavou      | 22 | 11 | 4 | 7  | 92  | 105 | 26 |
| 7.   | TJ Baník ČSA Karviná          | 22 | 10 | 2 | 10 | 69  | 72  | 22 |
| 8.   | TJ Lokomotiva Meochema Přerov | 22 | 9  | 2 | 11 | 69  | 76  | 20 |
| 9.   | TJ Stadion Hradec Králové     | 22 | 7  | 2 | 13 | 85  | 91  | 16 |
| 10.  | TJ Tatra Kopřivnice           | 22 | 5  | 3 | 14 | 50  | 104 | 13 |
| 11.  | TJ Autoškoda Mladá Boleslav   | 22 | 6  | 0 | 16 | 72  | 101 | 12 |
| 12.  | VTJ VVŠ PV Vyškov             | 22 | 4  | 2 | 16 | 61  | 119 | 10 |

## Finálová skupina
| Poř. | Tým                         | Z  | V  | R | P  | VG  | OG  | B  |
| ---- | --------------------------- | -- | -- | - | -- | --- | --- | -- |
| 1.   | TJ Zetor Brno               | 40 | 27 | 7 | 6  | 215 | 102 | 61 |
| 2.   | TJ Ingstav Brno             | 40 | 23 | 7 | 10 | 148 | 98  | 53 |
| 3.   | TJ Slovan NV Ústí nad Labem | 40 | 22 | 4 | 13 | 165 | 107 | 50 |
| 4.   | TJ DS Olomouc               | 40 | 23 | 3 | 14 | 177 | 132 | 49 |
| 5.   | TJ Slezan STS Opava         | 40 | 22 | 5 | 13 | 138 | 114 | 49 |
| 6.   | TJ ZVVZ Milevsko            | 40 | 19 | 6 | 15 | 169 | 135 | 44 |
| 7.   | TJ Šumavan Vimperk          | 40 | 17 | 9 | 14 | 144 | 158 | 43 |
| 8.   | TJ Kolín                    | 40 | 17 | 4 | 19 | 133 | 160 | 38 |
| 9.   | ASD Dukla Jihlava B         | 40 | 16 | 5 | 19 | 136 | 143 | 37 |
| 10.  | TJ Stadion PS Liberec       | 40 | 15 | 6 | 19 | 154 | 151 | 36 |

Tým TJ Zetor Brno postoupil do kvalifikace o nejvyšší soutěž, kde se utkal s vítězem 1. SNHL PS Poprad, kterého porazil 3:2 na zápasy (3:1, 2:3 PP, 3:4, 5:2, 4:3).

## O udržení

### Skupina o udržení A
| Poř. | Tým                 | Z  | V  | R | P  | VG  | OG  | B  |
| ---- | ------------------- | -- | -- | - | -- | --- | --- | -- |
| 6.   | TJ VTŽ Chomutov     | 34 | 17 | 5 | 12 | 124 | 134 | 39 |
| 7.   | TJ DP I. ČLTK Praha | 34 | 18 | 2 | 14 | 137 | 119 | 38 |
| 8.   | TJ Baník Sokolov    | 34 | 14 | 3 | 17 | 117 | 128 | 31 |
| 9.   | TJ Slavia IPS Praha | 34 | 12 | 6 | 12 | 135 | 136 | 30 |
| 10.  | TJ Jitex Písek      | 34 | 13 | 4 | 17 | 97  | 139 | 30 |
| 11.  | VTJ Příbram         | 34 | 11 | 4 | 19 | 132 | 160 | 26 |
| 12.  | VTJ Litoměřice      | 34 | 8  | 1 | 25 | 108 | 153 | 17 |

Týmy VTJ Příbram a VTJ Litoměřice sestoupily do krajského přeboru.

### Skupina o udržení B
| Poř. | Tým                           | Z  | V  | R | P  | VG  | OG  | B  |
| ---- | ----------------------------- | -- | -- | - | -- | --- | --- | -- |
| 1.   | TJ Žďas Žďár nad Sázavou      | 34 | 16 | 6 | 12 | 144 | 168 | 38 |
| 2.   | TJ Baník ČSA Karviná          | 34 | 16 | 3 | 15 | 114 | 121 | 35 |
| 3.   | TJ Lokomotiva Meochema Přerov | 34 | 14 | 4 | 16 | 113 | 117 | 32 |
| 4.   | TJ Stadion Hradec Králové     | 34 | 14 | 3 | 17 | 136 | 136 | 31 |
| 5.   | TJ Autoškoda Mladá Boleslav   | 34 | 12 | 3 | 19 | 130 | 143 | 27 |
| 6.   | TJ Tatra Kopřivnice           | 34 | 10 | 6 | 18 | 100 | 151 | 26 |
| 7.   | VTJ VVŠ PV Vyškov             | 34 | 6  | 2 | 26 | 100 | 171 | 14 |

Týmy TJ Tatra Kopřivnice a VTJ VVŠ PV Vyškov sestoupily do krajského přeboru.